# Юрген Ніссен
Юрген Ніссен (нім. Jürgen Nissen; 28 травня 1916 — 2 червня 1943) — німецький офіцер-підводник, капітан-лейтенант крігсмаріне.

## Біографія
3 квітня 1936 року вступив на флот. З березня 1939 року — вахтовий і артилерійський офіцер есмінця «Карл Гальстер». В червні-грудні 1941 року пройшов курс підводника, після чого служив вахтовим офіцером 2-ї флотилії. В липні-вересні 1942 року пройшов курс командира підводного човна. З 8 вересня по жовтень 1942 року — командир малого навчального човна U-146, з 29 жовтня 1942 року — U-105, на якому здійснив 2 походи (разом 163 дні в морі). 2 червня 1943 року U-105 був виявлений французьким літаючим човном Potez-CAMS 141 і потоплений глибинними бомбами поблизу Дакару. Всі 53 члени екіпажу загинули.
Всього за час бойових дій потопив 5 кораблів загальною водотоннажністю 24 513 тонн.
| Дата           | Назва корабля        | Тип               | Тоннаж | Вантаж | Екіпаж | Загинули | Країна             | Конвой |
| -------------- | -------------------- | ----------------- | ------ | --- | ------ | -------- | ------------------ | ------ |
| 14 грудня 1942 | Orfor                | Торговий пароплав | 6,578  | 7170 тонн рогож (джутове волокно) | 61     | 22       | Британська імперія |        |
| 12 січня 1943  | C.S. Flight          | Вітрильник        | 67     | Робітники | 72     | 49       | Британська імперія |        |
| 24 січня 1943  | British Vigilance    | Тепловий танкер   | 8,093  | 11 000 тонн чистих нафтопродуктів | 54     | 27       | Британська імперія | TM-1   |
| 27 січня 1943  | Cape Decision        | Торговий теплохід | 5,106  | 5700 тонн військових товарів, включаючи міни, боєприпаси, паливо в бочках, вантажівки і палубний вантаж (2 літаків і 2 десантні катери) | 77     | 0        | США                |        |
| 15 травня 1943 | Maroussio Logothetis | Торговий пароплав | 4,669  | 7024 тонни залізної руди | 39     | 27       | Королівство Греція |        |

## Звання
- Кандидат в офіцери (3 квітня 1936)
- Морський кадет (10 вересня 1936)
- Фенріх-цур-зее (1 травня 1937)
- Оберфенріх-цур-зее (1 липня 1938)
- Лейтенант-цур-зее (1 жовтня 1938)
- Оберлейтенант-цур-зее (1 жовтня 1940)
- Капітан-лейтенант (1 квітня 1943)